# 다비드 사솔리

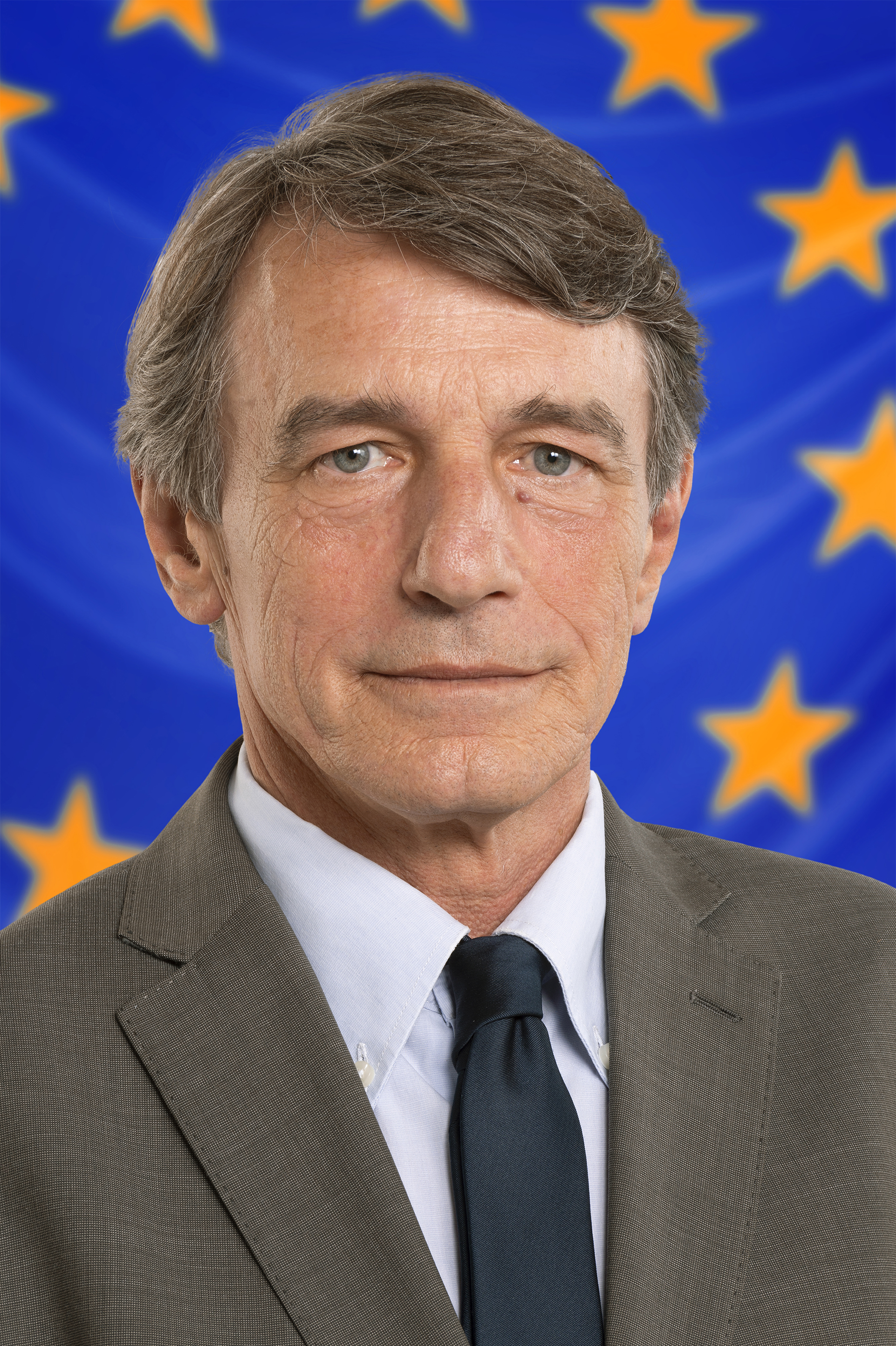

다비드 마리아 사솔리(David Maria Sassoli, 1956년 5월 30일 ~ 2022년 1월 11일)는 이탈리아의 정치인이었다.

## 생애

### 유럽의회 의원
이탈리아 민주당 소속. 2009년 유럽 의회 의원으로 첫 선출되었다.

### 유럽의회 의장
2019년 7월 3일부터는 유럽 의회 의장직을 맡았다. 임기 중이던 2021년 9월 프랑스 스트라스부르에서 심각한 폐렴 증상으로 입원하였으며, 동년 12월 다발성 골수종으로 다시 입원하였다가 2022년 1월 65세의 나이로 사망하였다. 이후 부의장이던 로베르타 메촐라가 그의 뒤를 이어 유럽 의회 의장으로 취임하였다.